# Homoroade (gmina)
Homoroade – gmina w Rumunii, w okręgu Satu Mare. Obejmuje miejscowości Chilia, Homorodu de Jos, Homorodu de Mijloc, Homorodu de Sus, Necopoi i Solduba. W 2011 roku liczyła 1791 mieszkańców.